# Ørjan Johannessen
Pour les articles homonymes, voir Johannessen.
Ørjan Johannessen, né le 10 août 1985, est un chef cuisinier norvégien, vainqueur des Bocuse d'Or 2015, après avoir remporté le Bocus d'Or européen en 2012,. Ørjan Johannessen gagne également le concours norvégien « Chef de l'année » en 2011. Après avoir travaillé chez Bekkjarvik Gjestgiveri and Mathuset Solvold, il a servi comme commis chez Geir Skeie, gagnant du Bocuse d'Or en 2009.